# 費耶特鎮區 (印地安納州維哥縣)
費耶特鎮區（英語：Fayette Township）是位於美國印地安納州維哥縣的一個行政鎮區。

## 地方資料
根據2010年美國人口普查的數據，費耶特鎮區的面積為105.20平方千米，當中陸地面積為103.60平方千米，而水域面積為1.60平方千米。當地共有人口2630人，而人口密度為每平方千米25人。